# Drehende Sterne
Die Bezeichnung Drehende Sterne steht für eine Variante der deutschen Euromünzen. Diese Prägung wurde offiziell durch Verwalzen entwertet und als Altmetall verkauft. Eine unbekannte Stückzahl ist dabei der Vernichtung entgangen und gelangte in den Umlauf. Bereits kurz nach der Euroeinführung im Jahre 2002 wurden derartige Stücke im Umlauf gefunden. Münzen mit drehenden Sternen sind gesuchte Sammlerstücke bei Numismatikern.

## Geschichte
Im Zuge der Euroeinführung gab es in Deutschland bereits vor dem Jahre 1997 intensive Vorbereitungen zur Prägung von deutschen Euromünzen. Alle zu den Prägungen notwendigen Stempel der fünf deutschen Prägeanstalten Berlin (A), München (D), Stuttgart (F), Karlsruhe (G) und Hamburg (J) hatte man mit radial ausgerichteten Sternen angefertigt. 
Die Rückseiten der deutschen Euromünzen wie auch die Europaflagge zeigen jeweils zwölf Sterne. In der vernichteten Variante der Münzen zeigten die Sterne radial vom Mittelpunkt ausgehend mit je einer Spitze nach außen. Sie waren um den Mittelpunkt gedreht angeordnet. Auf der Europaflagge zeigen die abgebildeten Sterne aber mit der Spitze nach oben.
Ende August 1998 wurde der Prägebeginn der neuen Euromünzen öffentlich im Beisein des damaligen Bundesfinanzministers Theo Waigel und der Berliner Finanzsenatorin Annette Fugmann-Heesing gestartet. Alle bis dahin veröffentlichten Entwürfe, Werbeanzeigen sowie Informationsbroschüren zeigten die drehenden Sterne. Erst nach Produktionsstart wurden die Unterschiede zwischen Münzen und Flagge bemerkt und von der Europäischen Kommission beanstandet. Die Herstellung wurde angehalten und die bis dahin geprägten Münzen entwertet und vernichtet. Nach Herstellung neuer Prägestempel für die Rückseiten konnte die Produktion wieder aufgenommen werden.

Aufrecht stehende Sterne auf der Europaflagge
Drehende Sterne, somit keine korrekte Europaflagge
2 Euro Deutschland mit drehenden Sternen (Probe)
50 Cent Deutschland mit drehenden Sternen (entwertet)

Münzen mit drehenden Sternen sind keine Fehlprägungen, da das Erscheinungsbild nicht unbeabsichtigt während der Prägung entstanden ist. Bei Münzen mit drehenden Sternen wurde das ursprünglich beabsichtigte Erscheinungsbild auch tatsächlich aufgeprägt, denn die Prägewerkzeuge (Prägestempel) waren bereits mit drehenden Sternen geschnitten und vervielfältigt worden. Ein prägetechnisch bedingter Fehler lag somit nicht vor.

## Zahlungskraft
Münzen mit drehenden Sternen sind kursgültige Münzen, welche ihre Zahlungskraft nicht verloren haben. Stücke mit eindeutigen Entwertungsspuren, zum Beispiel durch Überwalzen, sind dagegen ungültig.

## Trivia
Ein ähnliches Problem gab es während der Olympischen Sommerspiele 2016. Hier zeigten die Spitzen der vier kleinen Sterne auf den Flaggen der Volksrepublik China nach oben, während sie zum großen Stern, der die Führung der Kommunistischen Partei Chinas symbolisiert, hätten zeigen müssen.